# Fredro Starr
Fredro Starr (nacido el 18 de abril de 1971), alias Fredro Scruggs o Never, es un rapero estadounidense y miembro del grupo de hardcore rap Onyx.

## Discografía
- Firestarr (2001)
- Don't Get Mad Get Money (2003)

## Películas
Apareció en Ride (1998), también en la película Clockers (Camellos) junto a su compañero de grupo Sticky Fingaz y el actor Delroy Lindo (conocido por su aparición en la película Sangre por sangre (Blood in, Blood out). En Save the Last Dance (Espera al último baile) interpreta a Malakai, un chico problemático que cumple condena en un instituto por orden judicial ("o estudias o a la cárcel" le dijo el juez). Aparece en el reparto de Generación perdida junto a Usher Raymond y Rosario Dawson, entre otros. 
- Datos: Q730261